# Unione Sportiva Fascista Salernitana 1937-1938
Questa pagina raccoglie i dati riguardanti la Unione Sportiva Fascista Salernitana nelle competizioni ufficiali della stagione 1937-1938.

## Stagione
Con un nuovo presidente, Giuseppe Carpinelli che sarà affiancato dal segretario Tommaso Granati, suo braccio destro, la Salernitana del torneo di Serie C 1937-1938 riuscirà finalmente a raggiungere la Serie B, dopo tanti anni di buoni campionati ma inutili tentativi.
Il confermatissimo tecnico Ferenc Hirzer condurrà i campani a vincere il proprio girone di riferimento, quello "E" con due punti di distacco dalla seconda in classifica, L'Aquila Calcio, mentre in Coppa Italia arriveranno a disputare fino al terzo turno.
Di questa stagione è da notificare un curioso particolare: proprio nella stagione in cui vennero introdotte le fasi finali ai gironi canonici di Prima Divisione, la Salernitana vinse il proprio girone di competenza, ma venne sconfitta in finale dal Cagliari, non raggiungendo la promozione. Ebbene, nella stagione 1937-38 (così come nella stagione precedente) la nuova Serie C non prevede più gironi finali, e la Salernitana vince il suo campionato sconfiggendo anche il Cagliari, sia all'andata 1-0 che al ritorno, 5-0.
Per tutta la stagione i campani contendono il primato a L'Aquila e Civitavecchia, e la matematica promozione arriva solo all'ultima giornata battendo il Potenza per 2-0 fuori casa con le reti di Valese e Corsanini. I calciatori di ritorno a Salerno vengono calorosamente accolti dalla tifoseria, la quale festeggia con una fiaccolata lo storico traguardo.

## Divise

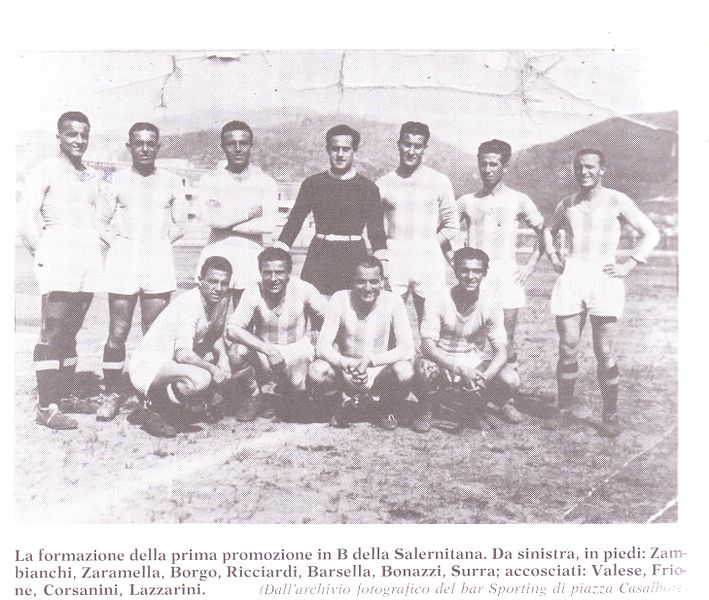
Una formazione della Salernitana 1937-38

La Salernitana dal 1929 al 1943 adotterà nuovamente come colore sociale il bianco-celeste, ma in alcune gare giocherà con la maglia interamente celeste.
| Manica sinistra · Manica sinistra · Maglietta · Maglietta · Manica destra · Manica destra · Pantaloncini · Calzettoni | Manica sinistra · Maglietta · Maglietta · Manica destra · Pantaloncini · Calzettoni |

## Organigramma societario
Fonte
Area direttiva
- Presidente: Giuseppe Carpinelli
- Segretario: Tommaso Granati

Area tecnica
- Allenatore: Ferenc Hirzer

Area sanitaria
- Medico Sociale: Cristoforo Capone
- Massaggiatore: Angelo Carmando

## Rosa
Fonte
| N. |                   | Ruolo | Calciatore           |
| -- | ----------------- | ----- | -------------------- |
|    | Italia (bandiera) | P     | Ivo Paolini          |
|    | Italia (bandiera) | P     | Alfonso Ricciardi    |
|    | Italia (bandiera) | P     | Giovanni Scannapieco |
|    | Italia (bandiera) | D     | Roberto Allemandi    |
|    | Italia (bandiera) | D     | Pellegrino Barbato   |
|    | Italia (bandiera) | D     | Luciano Barsella     |
|    | Italia (bandiera) | D     | Guido Bonazzi        |
|    | Italia (bandiera) | D     | Domenico Zaramella   |
|    | Italia (bandiera) | D     | Giuseppe Orilia      |
|    | Italia (bandiera) | C     | Guglielmo Borgo      |
|    | Italia (bandiera) | C     | Menotti Bugna        |

| N. |                    | Ruolo | Calciatore         |
| -- | ------------------ | ----- | ------------------ |
|    | Italia (bandiera)  | C     | Walter Corsanini   |
|    | Italia (bandiera)  | C     | Vincenzo Galiano   |
|    | Italia (bandiera)  | C     | Carmine Iacovazzo  |
|    | Italia (bandiera)  | C     | Ernesto Zambianchi |
|    | Italia (bandiera)  | C     | Mario Saracino     |
|    | Uruguay (bandiera) | A     | Ricardo Frione     |
|    | Italia (bandiera)  | A     | Andrea Lazzarini   |
|    | Italia (bandiera)  | A     | Antonio Punzi      |
|    | Italia (bandiera)  | A     | Natale Surra       |
|    | Italia (bandiera)  | A     | Antonio Valese     |
|    | Italia (bandiera)  | A     | Vincenzo Volpe     |

## Risultati

### Serie C

#### Girone di andata
| Cagliari 26 settembre 1937 1ª giornata          | Cagliari  | 0 – 1 referto | Salernitana | Campo Dux |
| \| \| \| \| \| \| Marcatori \| 23’ Lazzarini \| |           |               |             |           |
|                                                 |           |               |             |           |
|                                                 | Marcatori | 23’ Lazzarini |             |           |

| Salerno 3 ottobre 1937 2ª giornata              | Salernitana | 1 – 0 referto | Aquila | Campo Littorio |
| \| \| \| \| \| Corsanini 56’ \| Marcatori \| \| |             |               |        |                |
|                                                 |             |               |        |                |
| Corsanini 56’                                   | Marcatori   |               |        |                |

| Salerno 17 ottobre 1937 3ª giornata          | Salernitana | 1 – 0 referto | Bagnolese | Campo Littorio |
| \| \| \| \| \| Frione 52’ \| Marcatori \| \| |             |               |           |                |
|                                              |             |               |           |                |
| Frione 52’                                   | Marcatori   |               |           |                |

| Castellammare di Stabia 24 ottobre 1937 4ª giornata       | Stabia    | 1 – 1 referto | Salernitana | Campo San Marco |
| \| \| \| \| \| Mazzetti 50’ \| Marcatori \| 80’ Valese \| |           |               |             |                 |
|                                                           |           |               |             |                 |
| Mazzetti 50’                                              | Marcatori | 80’ Valese    |             |                 |

| Salerno 7 novembre 1937 5ª giornata                                      | Salernitana | 3 – 0 referto | Cosenza | Campo Littorio |
| \| \| \| \| \| Lazzarini 19’ Valese 26’ Corsanini 30’ \| Marcatori \| \| |             |               |         |                |
|                                                                          |             |               |         |                |
| Lazzarini 19’ Valese 26’ Corsanini 30’                                   | Marcatori   |               |         |                |

| Manfredonia 14 novembre 1937 6ª giornata                | Manfredonia | 2 – 0 referto | Salernitana | Campo Littorio |
| \| \| \| \| \| La Torre 7’ Rotta 71’ \| Marcatori \| \| |             |               |             |                |
|                                                         |             |               |             |                |
| La Torre 7’ Rotta 71’                                   | Marcatori   |               |             |                |

| Popoli Terme 28 novembre 1937 7ª giornata                               | SIME Popoli | 1 – 2 referto            | Salernitana | Campo del Littorio |
| \| \| \| \| \| Veronese 85’ \| Marcatori \| 55’ Surra 70’ Zambianchi \| |             |                          |             |                    |
|                                                                         |             |                          |             |                    |
| Veronese 85’                                                            | Marcatori   | 55’ Surra 70’ Zambianchi |             |                    |

| Salerno 12 dicembre 1937 8ª giornata              | Salernitana | 2 – 0 referto | Catania | Campo Littorio |
| \| \| \| \| \| Valese 80’, 88’ \| Marcatori \| \| |             |               |         |                |
|                                                   |             |               |         |                |
| Valese 80’, 88’                                   | Marcatori   |               |         |                |

| Civitavecchia 19 dicembre 1937 9ª giornata | Civitavecchiese | 0 – 0 referto | Salernitana | Campo Littorio |

| Salerno 2 gennaio 1938 10ª giornata                                                     | Salernitana | 3 – 1 referto  | MATER | Campo Littorio |
| \| \| \| \| \| Frione 65’ Valese 75’ Borgo 78’ (rig.) \| Marcatori \| 88’ Longobardi \| |             |                |       |                |
|                                                                                         |             |                |       |                |
| Frione 65’ Valese 75’ Borgo 78’ (rig.)                                                  | Marcatori   | 88’ Longobardi |       |                |

| Foggia 16 gennaio 1938 11ª giornata | Foggia | 0 – 0 referto | Salernitana | Campo Sportivo del Littorio |

| Salerno 23 gennaio 1938 12ª giornata        | Salernitana | 1 – 0 referto | Potenza | Campo Littorio |
| \| \| \| \| \| Borgo 85’ \| Marcatori \| \| |             |               |         |                |
|                                             |             |               |         |                |
| Borgo 85’                                   | Marcatori   |               |         |                |

#### Girone di ritorno
| Salerno 30 gennaio 1938 13ª giornata                                                                   | Salernitana | 5 – 0 referto | Cagliari | Campo Littorio |
| \| \| \| \| \| Zambianchi 20’, 41’ (rig.) Lazzarini 43’ Corsanini 75’ Iacovazzo 85’ \| Marcatori \| \| |             |               |          |                |
| |             |               |          |                |
| Zambianchi 20’, 41’ (rig.) Lazzarini 43’ Corsanini 75’ Iacovazzo 85’                                   | Marcatori   |               |          |                |

| L'Aquila 6 febbraio 1938 14ª giornata           | Aquila    | 1 – 0 referto | Salernitana | Stadio XXVIII Ottobre |
| \| \| \| \| \| Piccinini 28’ \| Marcatori \| \| |           |               |             |                       |
|                                                 |           |               |             |                       |
| Piccinini 28’                                   | Marcatori |               |             |                       |

| Bagnoli (Napoli) 20 febbraio 1938 15ª giornata | Bagnolese | 0 – 0 referto | Salernitana | Campo dell'ILVA |

| Salerno 27 febbraio 1938 16ª giornata                                                                          | Salernitana | 3 – 2 referto                           | Stabia | Campo Littorio |
| \| \| \| \| \| Surra 18’, 51’ Zambianchi 40’ (rig.) \| Marcatori \| 8’ (aut.) Zaramella 67’ (rig.) Michetti \| |             |                                         |        |                |
| |             |                                         |        |                |
| Surra 18’, 51’ Zambianchi 40’ (rig.)                                                                           | Marcatori   | 8’ (aut.) Zaramella 67’ (rig.) Michetti |        |                |

| Reggio Calabria 6 marzo 1938 17ª giornata                     | Cosenza   | 0 – 2 Campo neutro referto  | Salernitana |  |
| \| \| \| \| \| \| Marcatori \| 31’ Lazzarini 52’ Corsanini \| |           |                             |             |  |
|                                                               |           |                             |             |  |
|                                                               | Marcatori | 31’ Lazzarini 52’ Corsanini |             |  |

| Salerno 13 marzo 1938 18ª giornata              | Salernitana | 1 – 0 referto | Manfredonia | Campo Littorio |
| \| \| \| \| \| Lazzarini 51’ \| Marcatori \| \| |             |               |             |                |
|                                                 |             |               |             |                |
| Lazzarini 51’                                   | Marcatori   |               |             |                |

| Salerno 27 marzo 1938 19ª giornata                        | Salernitana | 2 – 0 referto | SIME Popoli | Campo Littorio |
| \| \| \| \| \| Corsanini 55’ Surra 63’ \| Marcatori \| \| |             |               |             |                |
|                                                           |             |               |             |                |
| Corsanini 55’ Surra 63’                                   | Marcatori   |               |             |                |

| Catania 3 aprile 1938 20ª giornata                                           | Catania   | 2 – 1 referto | Salernitana | Stadio Polisportivo |
| \| \| \| \| \| Stivanello 57’ (rig.) Pinto 86’ \| Marcatori \| 28’ Frione \| |           |               |             |                     |
|                                                                              |           |               |             |                     |
| Stivanello 57’ (rig.) Pinto 86’                                              | Marcatori | 28’ Frione    |             |                     |

| Salerno 10 aprile 1938 21ª giornata                     | Salernitana | 1 – 1 referto | Civitavecchiese | Campo Littorio |
| \| \| \| \| \| Valese 9’ \| Marcatori \| 87’ Baldoni \| |             |               |                 |                |
|                                                         |             |               |                 |                |
| Valese 9’                                               | Marcatori   | 87’ Baldoni   |                 |                |

| Roma 18 aprile 1938 22ª giornata                                 | MATER     | 0 – 3 referto                  | Salernitana | Motovelodromo Appio |
| \| \| \| \| \| \| Marcatori \| 22’ Bonazzi 60’, 73’ Corsanini \| |           |                                |             |                     |
|                                                                  |           |                                |             |                     |
|                                                                  | Marcatori | 22’ Bonazzi 60’, 73’ Corsanini |             |                     |

| Salerno 1º maggio 1938 23ª giornata                        | Salernitana | 2 – 0 referto | Foggia | Campo Littorio |
| \| \| \| \| \| Corsanini 60’ Valese 69’ \| Marcatori \| \| |             |               |        |                |
|                                                            |             |               |        |                |
| Corsanini 60’ Valese 69’                                   | Marcatori   |               |        |                |

| Potenza 8 maggio 1938 24ª giornata                         | Potenza   | 0 – 2 referto            | Salernitana | Stadio del Littorio |
| \| \| \| \| \| \| Marcatori \| 46’ Valese 47’ Corsanini \| |           |                          |             |                     |
|                                                            |           |                          |             |                     |
|                                                            | Marcatori | 46’ Valese 47’ Corsanini |             |                     |

### Coppa Italia

#### Primo Turno
| Cosenza 19 settembre 1937 Primo Turno                  | Cosenza   | 0 – 2 referto        | Salernitana | Campo Città di Cosenza |
| \| \| \| \| \| \| Marcatori \| 43’ Surra 65’ Frione \| |           |                      |             |                        |
|                                                        |           |                      |             |                        |
|                                                        | Marcatori | 43’ Surra 65’ Frione |             |                        |

#### Secondo Turno
| Salerno 31 ottobre 1937 Secondo Turno                           | Salernitana | 2 – 0 referto | Lecce | Campo Littorio |
| \| \| \| \| \| Corsanini 6’ Borgo 42’ (rig.) \| Marcatori \| \| |             |               |       |                |
|                                                                 |             |               |       |                |
| Corsanini 6’ Borgo 42’ (rig.)                                   | Marcatori   |               |       |                |

#### Terzo Turno

##### Andata
| Salerno 4 novembre 1937 Andata                                                  | Salernitana | 2 – 2 referto         | Taranto | Campo Littorio |
| \| \| \| \| \| Corsanini 29’ Borgo 85’ \| Marcatori \| 44’ Morea 87’ Coccolo \| |             |                       |         |                |
|                                                                                 |             |                       |         |                |
| Corsanini 29’ Borgo 85’                                                         | Marcatori   | 44’ Morea 87’ Coccolo |         |                |

##### Ritorno
| Taranto 11 novembre 1937 Ritorno                                 | Taranto   | 3 – 0 referto | Salernitana | Stadio del Littorio |
| \| \| \| \| \| Dapas 35’ Tosi 60’ Coccolo 65’ \| Marcatori \| \| |           |               |             |                     |
|                                                                  |           |               |             |                     |
| Dapas 35’ Tosi 60’ Coccolo 65’                                   | Marcatori |               |             |                     |

## Statistiche

### Statistiche di squadra
| Competizione | Punti | In casa | In casa | In casa | In casa | In casa | In casa | In trasferta | In trasferta | In trasferta | In trasferta | In trasferta | In trasferta | Totale | Totale | Totale | Totale | Totale | Totale | DR  |
| Competizione | Punti | G       | V       | N       | P       | Gf      | Gs      | G            | V            | N            | P            | Gf           | Gs           | G      | V      | N      | P      | Gf     | Gs     | DR  |
| ------------ | ----- | ------- | ------- | ------- | ------- | ------- | ------- | ------------ | ------------ | ------------ | ------------ | ------------ | ------------ | ------ | ------ | ------ | ------ | ------ | ------ | --- |
| Serie C      | 37    | 12      | 11      | 1       | 0       | 25      | 4       | 12           | 5            | 4            | 3            | 12           | 7            | 24     | 16     | 5      | 3      | 37     | 11     | +26 |
| Coppa Italia | -     | 2       | 1       | 1       | 0       | 4       | 2       | 2            | 1            | 0            | 1            | 2            | 3            | 4      | 2      | 1      | 1      | 6      | 5      | +1  |
| Totale       | -     | 14      | 12      | 2       | 0       | 29      | 6       | 14           | 6            | 4            | 4            | 14           | 10           | 28     | 18     | 6      | 4      | 43     | 16     | +27 |

### Andamento in campionato
| Giornata  | 1 | 2 | 3 | 4 | 5 | 6 | 7 | 8 | 9 | 10 | 11 | 12 | 13 | 14 | 15 | 16 | 17 | 18 | 19 | 20 | 21 | 22 | 23 | 24 |
| --------- | - | - | - | - | - | - | - | - | - | -- | -- | -- | -- | -- | -- | -- | -- | -- | -- | -- | -- | -- | -- | -- |
| Luogo     | T | C | C | T | C | T | T | C | T | C  | T  | C  | C  | T  | T  | C  | T  | C  | C  | T  | C  | T  | C  | T  |
| Risultato | V | V | V | N | V | P | V | V | N | V  | N  | V  | V  | P  | N  | V  | V  | V  | V  | P  | N  | V  | V  | V  |

Legenda:

Luogo: C = Casa; T = Trasferta. Risultato: V = Vittoria; N = Pareggio; P = Sconfitta.

### Statistiche dei giocatori
Fonte
| Giocatore      | Serie C  | Serie C | Serie C     | Serie C    | Coppa Italia | Coppa Italia | Coppa Italia | Coppa Italia | Totale   | Totale | Totale      | Totale     |
| Giocatore      | Presenze | Reti    | Ammonizioni | Espulsioni | Presenze     | Reti         | Ammonizioni  | Espulsioni   | Presenze | Reti   | Ammonizioni | Espulsioni |
| -------------- | -------- | ------- | ----------- | ---------- | ------------ | ------------ | ------------ | ------------ | -------- | ------ | ----------- | ---------- |
| R. Allemandi   | 18       | 0       | ?           | ?          | ?            | 0            | ?            | ?            | 18+      | 0      | ?           | ?          |
| P. Barbato     | 0        | 0       | 0           | 0          | ?            | 0            | ?            | ?            | 0+       | 0      | 0+          | 0+         |
| L. Barsella    | 9        | 0       | ?           | ?          | ?            | 0            | ?            | ?            | 9+       | 0      | ?           | ?          |
| G. Bonazzi     | 23       | 1       | ?           | ?          | ?            | 0            | ?            | ?            | 23+      | 1      | ?           | ?          |
| G. Borgo       | 23       | 2       | ?           | ?          | ?            | 2            | ?            | ?            | 23+      | 4      | ?           | ?          |
| M. Bugna       | 0        | 0       | 0           | 0          | ?            | 0            | ?            | ?            | 0+       | 0      | 0+          | 0+         |
| W. Corsanini   | 24       | 9       | ?           | ?          | ?            | 2            | ?            | ?            | 24+      | 11     | ?           | ?          |
| R. Frione      | 23       | 3       | ?           | ?          | ?            | 1            | ?            | ?            | 23+      | 4      | ?           | ?          |
| V. Galiano     | 0        | 0       | 0           | 0          | ?            | 0            | ?            | ?            | 0+       | 0      | 0+          | 0+         |
| C. Iacovazzo   | 5        | 1       | ?           | ?          | ?            | 0            | ?            | ?            | 5+       | 1      | ?           | ?          |
| A. Lazzarini   | 24       | 5       | ?           | ?          | ?            | 0            | ?            | ?            | 24+      | 5      | ?           | ?          |
| G. Orilia      | 0        | 0       | 0           | 0          | ?            | 0            | ?            | ?            | 0+       | 0      | 0+          | 0+         |
| I. Paolini     | 0        | -0      | 0           | 0          | ?            | -?           | ?            | ?            | 0+       | -0+    | 0+          | 0+         |
| A. Punzi       | 1        | 0       | ?           | ?          | ?            | 0            | ?            | ?            | 1+       | 0      | ?           | ?          |
| A. Ricciardi   | 24       | -11     | ?           | ?          | ?            | -?           | ?            | ?            | 24+      | -11+   | ?           | ?          |
| M. Saracino    | 0        | 0       | 0           | 0          | ?            | 0            | ?            | ?            | 0+       | 0      | 0+          | 0+         |
| G. Scannapieco | 0        | -0      | 0           | 0          | ?            | -?           | ?            | ?            | 0+       | -0+    | 0+          | 0+         |
| N. Surra       | 21       | 4       | ?           | ?          | ?            | 1            | ?            | ?            | 21+      | 5      | ?           | ?          |
| A. Valese      | 21       | 8       | ?           | ?          | ?            | 0            | ?            | ?            | 21+      | 8      | ?           | ?          |
| V. Volpe       | 2        | 0       | ?           | ?          | ?            | 0            | ?            | ?            | 2+       | 0      | ?           | ?          |
| E. Zambianchi  | 22       | 4       | ?           | ?          | ?            | 0            | ?            | ?            | 22+      | 4      | ?           | ?          |
| D. Zaramella   | 22       | 0       | ?           | ?          | ?            | 0            | ?            | ?            | 22+      | 0      | ?           | ?          |